# ドムズノーヴァス
ドムズノーヴァス（イタリア語: Domusnovas）は、イタリア共和国サルデーニャ自治州南サルデーニャ県にある、人口約6,100人の基礎自治体（コムーネ）。

## 地理

### 位置・広がり

#### 隣接コムーネ
隣接するコムーネは以下の通り。
- フルミニマッジョーレ
- ゴンノスファナーディガ
- イグレージアス
- ムゼーイ
- ヴィッラチードロ
- ヴィッラマッサルジャ